# Laquenexy
Pour l’article homonyme, voir Ars-Laquenexy.
Laquenexy est une commune française située dans le département de la Moselle dans la région historique de Lorraine. Elle comprend Villers-Laquenexy depuis 1813.
Cette petite commune agricole est essentiellement réputée pour ses jardins fruitiers. Ses habitants sont appelés les Cunésiens.

## Géographie
Laquenexy est un village lorrain situé à 5 kilomètres à l'est de Metz, sur la rive gauche de la Nied française. Les communes proches sont Ars-Laquenexy, Pange et Courcelles-sur-Nied. La D 70 traverse le village.

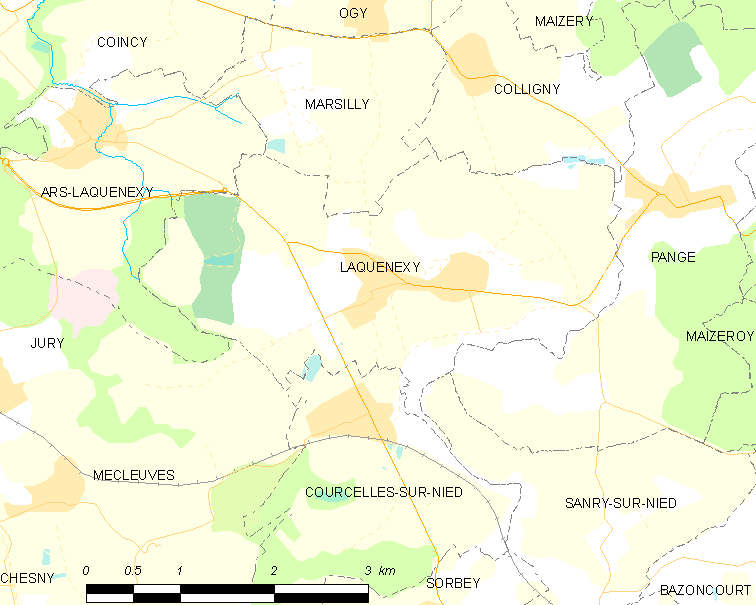
Carte de la commune.

### Communes limitrophes
|               | Marsilly            | Colligny-Maizery |
| Ars-Laquenexy | Laquenexy           | Pange            |
| Mécleuves     | Courcelles-sur-Nied | Sanry-sur-Nied   |

### Hydrographie
La commune est située dans le bassin versant du Rhin au sein du bassin Rhin-Meuse. Elle est drainée par la Nied, le ruisseau de Vallieres, le ruisseau de la Fontaine, le ruisseau de la Fontaine, le ruisseau de l'Étang de Pange et le ruisseau du Grand Etang de Courcelles Sur Nied.
La Nied, d'une longueur totale de 96,7 km, prend sa source dans la commune de Marthille, traverse 47 communes françaises, puis poursuit son cours en Allemagne où elle se jette dans la Sarre.

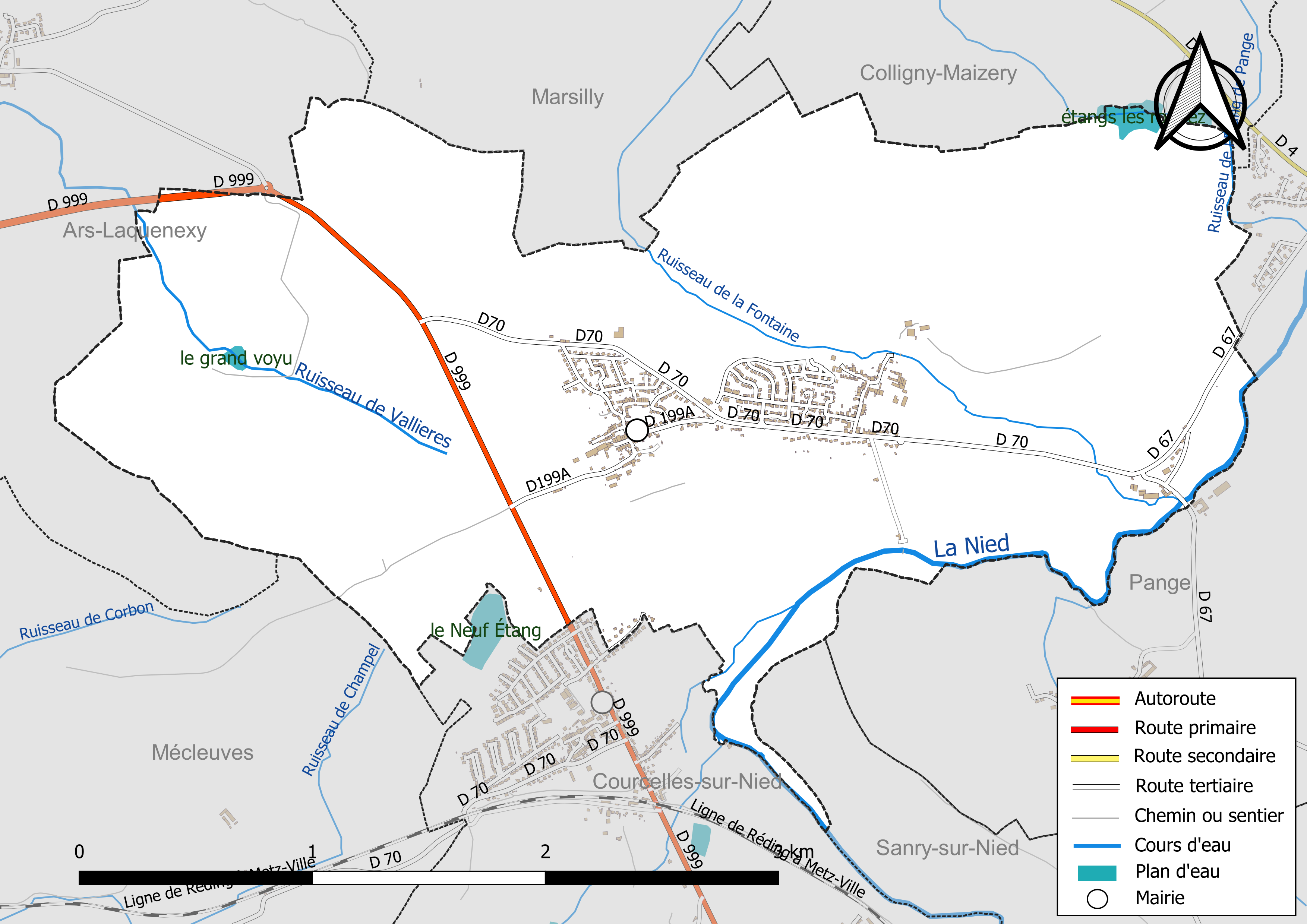
Réseaux hydrographique et routier de Laquenexy.

La qualité des eaux des principaux cours d’eau de la commune, notamment de la Nied, peut être consultée sur un site spécial géré par les agences de l’eau et l’Agence française pour la biodiversité.

### Climat
Pour des articles plus généraux, voir Climat du Grand Est et Climat de la Moselle.
En 2010, le climat de la commune est de type climat océanique dégradé des plaines du Centre et du Nord, selon une étude du Centre national de la recherche scientifique s'appuyant sur une série de données couvrant la période 1971-2000. En 2020, Météo-France publie une typologie des climats de la France métropolitaine dans laquelle la commune est exposée à un climat semi-continental et est dans la région climatique  Lorraine, plateau de Langres, Morvan, caractérisée par un hiver rude (1,5 °C), des vents modérés et des brouillards fréquents en automne et hiver. 
Pour la période 1971-2000, la température annuelle moyenne est de 9,6 °C, avec une amplitude thermique annuelle de 16,7 °C. Le cumul annuel moyen de précipitations est de 790 mm, avec 12 jours de précipitations en janvier et 9,2 jours en juillet. Pour la période 1991-2020, la température moyenne annuelle observée sur la station météorologique de Météo-France la plus proche, « M.n.l. », sur la commune de Goin à 12 km à vol d'oiseau, est de 10,7 °C et le cumul annuel moyen de précipitations est de 678,8 mm. 
La température maximale relevée sur cette station est de 39,5 °C, atteinte le 24 juillet 2019 ; la température minimale est de −16,3 °C, atteinte le 2 janvier 1997,,. 
Les paramètres climatiques de la commune ont été estimés pour le milieu du siècle (2041-2070) selon différents scénarios d'émission de gaz à effet de serre à partir des nouvelles projections climatiques de référence DRIAS-2020. Ils sont consultables sur un site spécial publié par Météo-France en novembre 2022.

## Urbanisme

### Typologie
Au 1er janvier 2024, Laquenexy est catégorisée bourg rural, selon la nouvelle grille communale de densité à sept niveaux définie par l'Insee en 2022.
Elle est située hors unité urbaine. Par ailleurs la commune fait partie de l'aire d'attraction de Metz, dont elle est une commune de la couronne,. Cette aire, qui regroupe 245 communes, est catégorisée dans les aires de 200 000 à moins de 700 000 habitants,.

### Occupation des sols
L'occupation des sols de la commune, telle qu'elle ressort de la base de données européenne d’occupation biophysique des sols Corine Land Cover (CLC), est marquée par l'importance des territoires agricoles (84,9 % en 2018), en diminution par rapport à 1990 (86,9 %). La répartition détaillée en 2018 est la suivante : 
terres arables (58,6 %), prairies (26,4 %), zones urbanisées (7,8 %), forêts (7,3 %). L'évolution de l’occupation des sols de la commune et de ses infrastructures peut être observée sur les différentes représentations cartographiques du territoire : la carte de Cassini (XVIIIe siècle), la carte d'état-major (1820-1866) et les cartes ou photos aériennes de l'IGN pour la période actuelle (1950 à aujourd'hui).

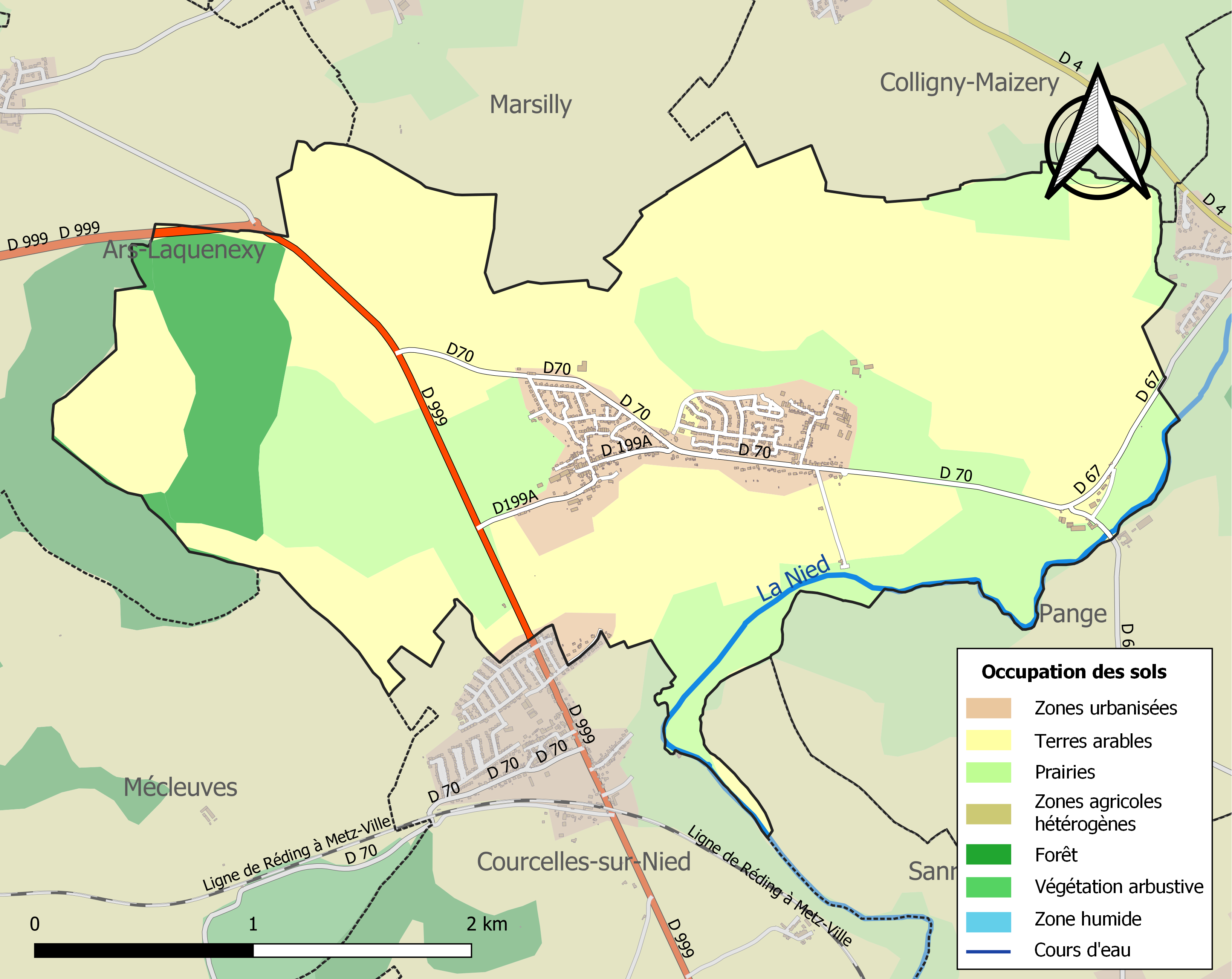
Carte des infrastructures et de l'occupation des sols de la commune en 2018 (CLC).

## Toponymie
- La Cunesie/la Cunesi (1266), Lai Cunexy (xve siècle), La Quenexit (1404), Lacuenexi (1486), Laquenexy/la Quegnesy (1517), Laquennesy (1556), Laiquenexy (1576), La Goneusi (XVIe siècle), la Quenexy (XVIIe siècle - registres paroissiaux de Courcelles-sur-Nied), Cunexy (XVIIIe siècle)[15], La Queunexy (1756), La Cunexy (carte Cassini), Kenchen (1915-1918 et 1940-1944).

Le village tire son nom d'une ancienne ferme, la Cunésie.

## Histoire
Laquenexy faisait partie du Saulnois et de la seigneurie de Courcelles-sur-Nied qui appartenait à l’abbaye Saint-Vincent de Metz. On y a retrouvé une stèle romaine dédiée à Mercure.
En 1404, le comte Philippe Ier de Nassau-Weilburg s’empara du château de Villers-Laquenexy lors de son attaque contre les villages messins. Les Écorcheurs français l’occupèrent en 1444. En 1518 devant les troupes de Franz von Sickingen la garnison dut capituler et le château fut brûlé, bien que pourvue d'une solide artillerie  Pendant la guerre de Trente Ans, en 1635, l’armée de Matthias Gallas avait envahi le Pays messin et le ravageait. Matthias Gallas était en garnison au château de Villers-Laquenexy.
Villers-Laquenexy est réuni à Laquenexy par décret du 12 janvier 1813.
En 1870, les Allemands bombardaient Metz depuis Laquenexy.

## Blasonnement
D’argent au cep de vigne de sinople, mouvant de la pointe, fruité de pourpre, au franc-quartier de gueules à la fleur de lys d’argent d’où naissent deux palmes de sinople.
Le cep de vigne évoque la station d’expérimentation viticole, le franc-quartier est aux armes de l’abbaye Saint-Vincent de Metz qui possédait la seigneurie.

## Politique et administration
| Période                                  | Période   | Identité         | Étiquette | Qualité |
| ---------------------------------------- | --------- | ---------------- | --------- | ------- |
| an VIII                                  |           | François Renault |           |         |
| mars 1962                                | mars 1983 | Gabriel Bigaré   |           |         |
| mars 1983                                | mars 2001 | Marcel Wibratte  |           |         |
| mars 2001                                | mars 2008 | Guy Dropsy       |           |         |
| mars 2008                                | En cours  | Patrick Grivel   |           |         |
| Les données manquantes sont à compléter. |           |                  |           |         |

## Démographie
L'évolution du nombre d'habitants est connue à travers les recensements de la population effectués dans la commune depuis 1793. Pour les communes de moins de 10 000 habitants, une enquête de recensement portant sur toute la population est réalisée tous les cinq ans, les populations de référence des années intermédiaires étant quant à elles estimées par interpolation ou extrapolation. Pour la commune, le premier recensement exhaustif entrant dans le cadre du nouveau dispositif a été réalisé en 2005.

En 2022, la commune comptait 1 254 habitants, en évolution de +10,1 % par rapport à 2016 (Moselle : +0,52 %, France hors Mayotte : +2,11 %).
| 1793 | 1800 | 1806 | 1821 | 1836 | 1841 | 1861 | 1866 | 1871 |
| ---- | ---- | ---- | ---- | ---- | ---- | ---- | ---- | ---- |
| 208  | 223  | 232  | 406  | 489  | 460  | 424  | 420  | 362  |

| 1875 | 1880 | 1885 | 1890 | 1895 | 1900 | 1905 | 1910 | 1921 |
| ---- | ---- | ---- | ---- | ---- | ---- | ---- | ---- | ---- |
| 419  | 420  | 408  | 373  | 373  | 379  | 391  | 360  | 351  |

| 1926 | 1931 | 1936 | 1946 | 1954 | 1962 | 1968 | 1975 | 1982 |
| ---- | ---- | ---- | ---- | ---- | ---- | ---- | ---- | ---- |
| 329  | 352  | 318  | 347  | 291  | 314  | 366  | 447  | 746  |

| 1990 | 1999 | 2005 | 2006 | 2010  | 2015  | 2020  | 2022  | - |
| ---- | ---- | ---- | ---- | ----- | ----- | ----- | ----- | - |
| 781  | 942  | 995  | 988  | 1 020 | 1 109 | 1 258 | 1 254 | - |

## Économie
L'économie du village repose essentiellement sur l'agriculture et l'élevage. Il existe aussi quelques petits commerces (boulangerie-pâtisserie, restaurant, salon de coiffure). Le tourisme s'est développé grâce aux jardins fruitiers. Le village possède également une petite zone artisanale (Z.A. de la Crouatte).
Laquenexy est une localité dortoir pour la ville de Metz.

## Vie locale

### Culte
L'église de Laquenexy est dédiée à saint Maximin. Elle est rattachée au diocèse de Metz. L'édifice est entouré d'un cimetière. Il date du XIXe siècle.

### Commerces
Il y a à Laquenexy une boulangerie, un restaurant, un salon de coiffure et une zone artisanale.

### Enseignement
Les élèves de la commune sont rattachés à l'académie de Nancy-Metz. Laquenexy possède une école maternelle publique et une école élémentaire publique. Le collège de rattachement est le collège Paul-Valéry à Metz.

## Lieux et monuments

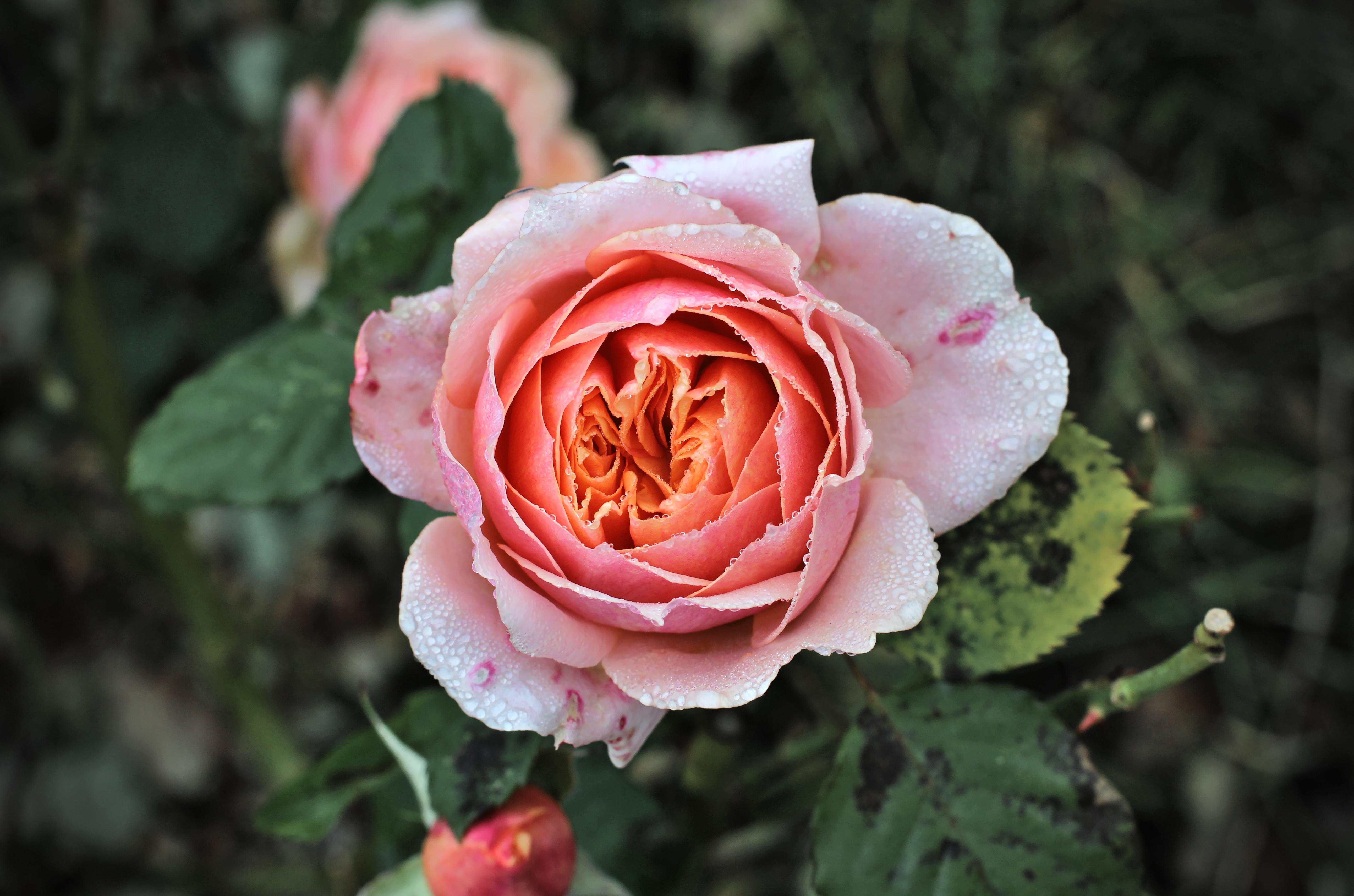
Rose comestible aux jardins fruitiers de Laquenexy.

- jardins fruitiers : créé en 1904 par les Allemands, sa vocation était à l’origine de tester les variétés de vignes. Après-guerre, ses vocations s’élargissent à tous les fruits notamment les mirabelles, les pommes et les poires. Dans les années 1950, la renommée du Centre départemental d’expérimentation fruitière dépasse les frontières du département. Les jardins constituent à la fin des années 1990 l’une des plus importantes collections fruitières françaises avec plus de 1 000 variétés. En 2005, le conseil général de la Moselle baptise sur le site la pivoine « La Moselle », création du spécialiste Jean-Luc Rivière. Depuis 2008, le jardin est ouvert au public et lui présente son nouveau « jardin des saveurs ». Les jardins fruitiers de Laquenexy font partie du projet Jardins sans Limites.
- château[21] XVe siècle entouré de fossés, gravement endommagé en novembre 1944 au cours d'un bombardement aérien, il fut rasé vers 1953.
- Villa romaine d'Entre-deux-Cours, a fait l'objet de trois opérations de fouille préventive et d'une campagne de prospection géophysique. cf Rapport de Gael Brkojewitsch

## Édifices religieux
- Église Saint-Maximin XIXe siècle.
- Chapelle, détruite par un bombardement en 1944.
- Monument à la Vierge Marie.

## Personnalités liées à la commune
- Jean François Melchior Joly (1826-1890), militaire, chevalier de la Légion d’honneur (1870), né à Laquenexy[22].